# Mallplaza Mirador
Mallplaza Mirador es un centro comercial ubicado en Concepción, Chile. Fue fundado por Mallplaza, propiedad de SACI Falabella, con la presencia de Sergio Cardone Solari. 

## Creación
Mallplaza Mirador fue inaugurado el 27 de septiembre del 2012 en Concepción. Pablo Berndt, subgerente del Mallplaza Mirador, avisó que agregarían más tiendas de compras, artesanía, comida, para hacer crecer el centro comercial.  Fue creado principalmente para los habitantes de San Pedro de la Paz, Chiguayante, Concepción, dijeron los residentes cercanos. 